# سازمان نوآوری بیوتکنولوژی

سازمان نوآوری بیوتکنولوژی (BIO) بزرگترین سازمان تجاری در جهان است که صنعت بیوتکنولوژی را پیش گرفته‌است. در ۴ ژانویه سال ۲۰۱۶، سازمان صنعت بیوتکنولوژی نام خود را به عنوان سازمان نوآوری بیوتکنولوژی تغییر داد.

## فعالیت‌ها

### جلسات تجاری
BIO هر ساله همایشی با رویکرد تجاری در ایالات متحده برگزار می‌کند که هدف از آن توسعه کسب و کار و فعالیت‌های مشارکتی که در بخش بیوتکنولوژی مورد نیاز است می‌باشد. همچنین توسعه محصولات گران‌قیمت ضروری، زمان‌بندی برای توسعه محصولات با پروسه ساخت طولانی مدت و محصولات با ریسک بالا از مواردی است که به بررسی گذاشته می‌شود. در سال ۲۰۱۸ کنوانسیون بین‌المللی بیو در بوستون برگزار شد و توسط ۱۸٬۲۸۹ نماینده از ۴۹ ایالت، ناحیه کلمبیا و پورتوریکو و ۶۷ کشور حضور یافت. این رویداد همچنین بیش از ۴۶۹۱۶ جلسه همکاری همگانی را برگزار کرده‌است و تبدیل به یک رکورد جهانی با عنوان «بزرگترین رویداد همکاری تجاری» شده‌است.
همچنین یک سری جلسات همکاری منطقه ای، به عنوان مثال در چین، هند، و اروپا برگزار کرده‌است.
در سال ۲۰۱۳، ۱٫۹۸ میلیون دلار برای لابی در ایالات متحده صرف کرده‌است. مسائل مورد بررسی شامل اصلاح کد درآمد داخلی برای مقابله با قوانین دست و پاگیر درحوزه سرمایه‌گذاری در تکنولوژی‌های پیشرفته و همچنین تحقیقات پیشرفته به وسیله کسب و کارهای کوچک و همچنین عبور از طریق نهادهای مورد حمایت که شامل اقداماتی همچون واکسن علیه آنفلوانزای فصلی می‌شود به عبارت بهتر این واکسن برای گسترش می‌بایست مشمول مالیات قرار نگیرد. همچنین بهبود برنامه برنامه اجرایی معاینه معالجاتی که در سال ۲۰۱۰ برای اولین بار به تصویب رسید.
نمونه‌هایی از تلاش‌های لابی عمومی آن عبارتند از حمایت از توسعه سوخت‌های زیستی مانند محصولات تولید شده از جلبک‌ها، محصولات اصلاح شده ژنتیکی، حقوق مالکیت معنوی قوی و اقدام برای یک فرایند نظارتی کارآمد و قابل پیش بینی برای محصولات غذایی جدید و مواد دارویی جدید برای تسهیل ورود به بازار.
در ماه ژوئن سال ۲۰۱۳، BIO با ائتلاف نوآوران کسب و کار کوچک همکاری کرد تا لابی دولت ایالات متحده برای اصلاح قانون مالیات اقدام کند و نتیجه آن تصویب بندی با عنوان «به رسمیت شناختن و ارتقاء نوآوری‌های کسب و کار کوچک به عنوان پایه ای برای رشد بلند مدت اقتصاد ایالات متحده» شد.
دیگر ارگان‌های حول موضوع «خوراک آینده» به عنوان عضوی از اتحاد، یک شبکه چتر است که مأموریت آن «بالا بردن آگاهی و بهبود درک فواید و ضرورت تولید مواد غذایی مدرن و تکنولوژی به منظور پاسخگویی به تقاضای جهانی» است.

### اعضا

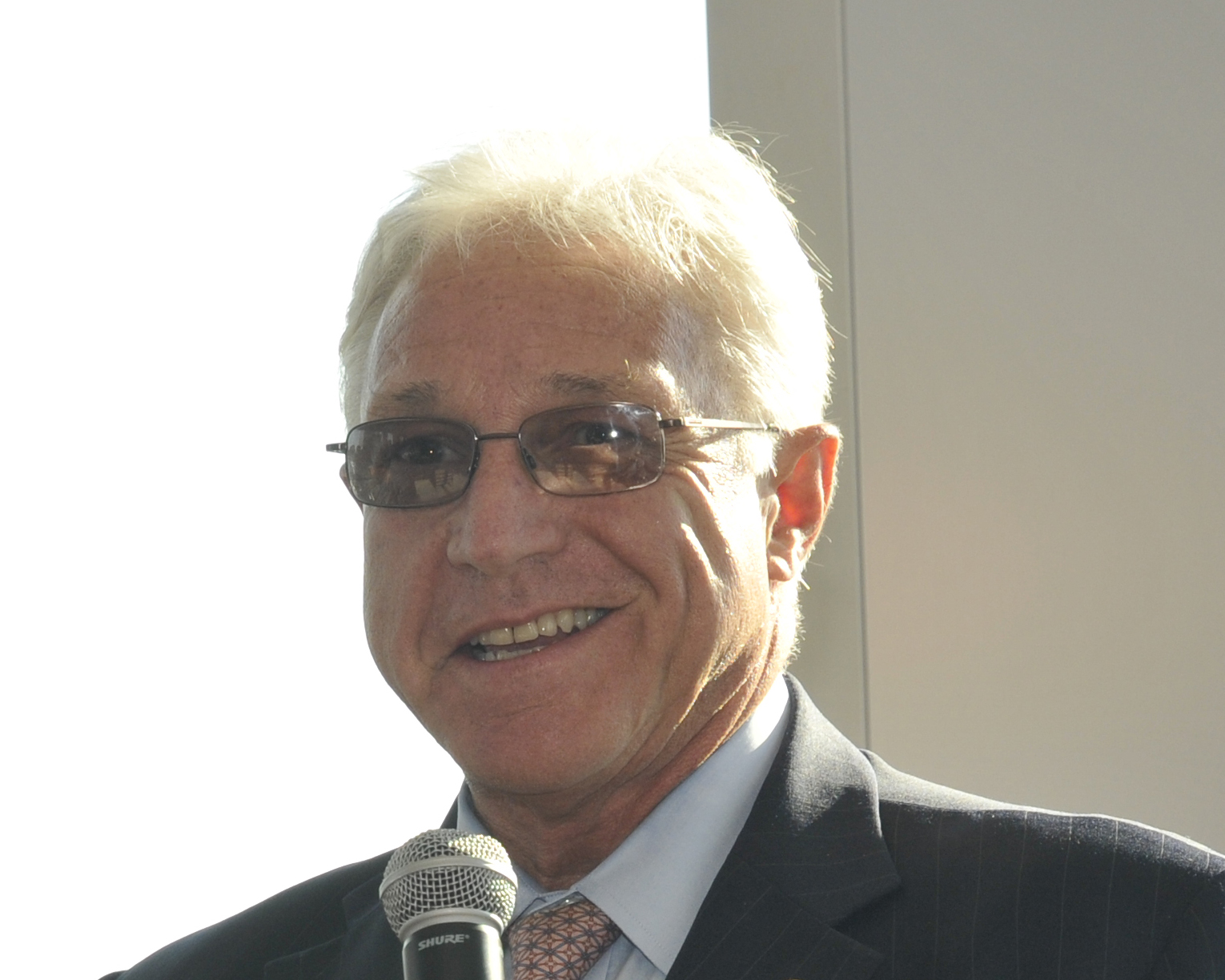
جیمز سی. گرینوود، رئیس BIO، ۲۰۱۷

اعضای BIOs شامل شرکت‌هایی هستند که داروهای دارویی، سوخت‌های زیستی، آنزیم‌های صنعتی و محصولات اصلاح شده ژنتیکی را تولید می‌کنند. از سال ۲۰۱۶، این شرکت ۱٬۱۰۰ شرکت بیوتکنولوژی در ۵۰ ایالت ایالات متحده را تشکیل می‌دهد که از ۱٫۶۱ میلیون آمریکایی استفاده می‌کند و از ۳٫۴ میلیون شغل دیگر حمایت می‌کند.

### رهبری
BIO در سال ۱۹۹۳ در واشینگتن دی سی تأسیس شد و کارل بلت فلتبوم رئیس این مجموعه از تأسیس BIO تا زمانی که در سال ۲۰۰۴ بازنشسته شد متصدی ریاست بود، و توسط جیمز گرینوودو مورد دلگرمی و پشتیبانی بود. از سال ۲۰۱۸، جان مارگنور، دکترا، مدیر، که سابقه مدیریت اجرایی Alnylam Pharmaceuticals , Inc را برعهده داشت به همراه جیمز گرینوودو به عنوان رئیس و مدیر عامل شرکت تلقی شدند.

## جایزه میراث بیوتکنولوژی
جایزه میراث بیوتکنولوژی، هرساله در کنوانسیون بین‌المللی سالانه سازمان بین‌المللی بیوتکنولوژی (BIO) توسط سازمان نوآوری بیوتکنولوژی (BIO) و مؤسسه تاریخچه علوم (که قبلاً بنیاد شیمیایی میراث شیمی) در نظر گرفته شده‌است. جایزه به افرادی تعلق می‌گیرد که سهم قابل توجهی در توسعه بیوتکنولوژی از طریق کشف، نوآوری و گسترش درک عمومی داشته‌اند.